# Crucinotacris cruciata
Crucinotacris cruciata är en insektsart som först beskrevs av Bolívar, I. 1912.  Crucinotacris cruciata ingår i släktet Crucinotacris och familjen gräshoppor. Inga underarter finns listade i Catalogue of Life.